# Cyperus gracilis
Cyperus gracilis es una especie de planta del género Cyperus. Es originaria de Australia.

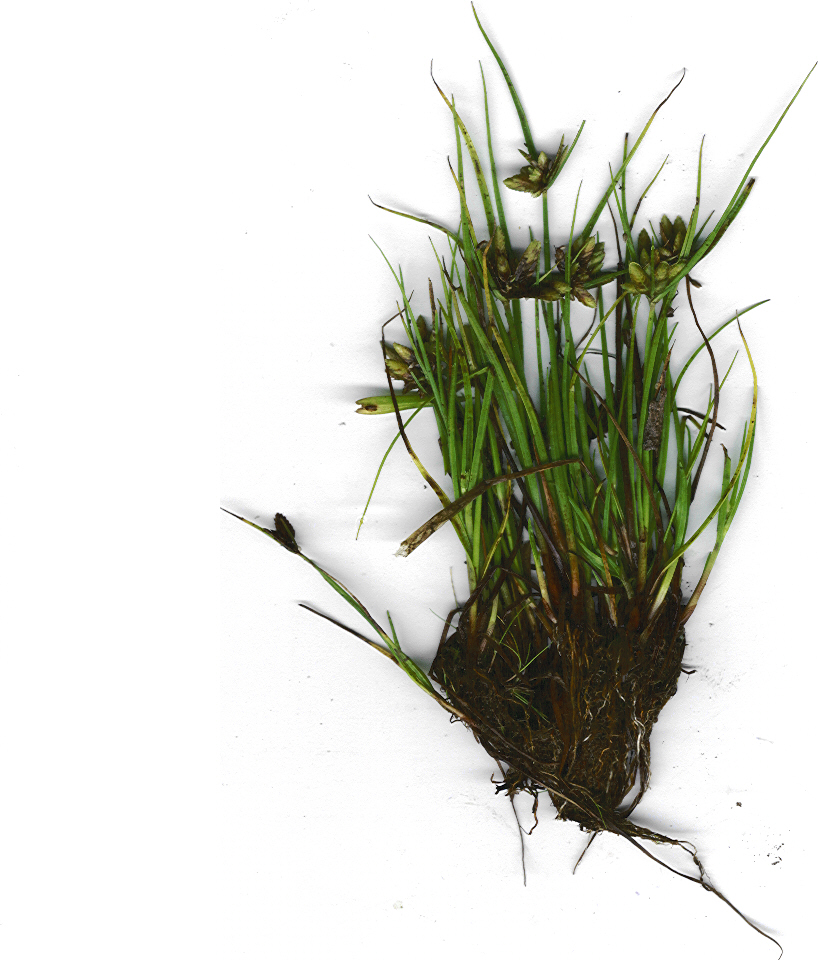
Vista de la planta

## Descripción
La planta alcanza un tamaño de 10 a 30 centímetros de altura, con una forma arqueada delicada. [ 1 ] La floración se produce en primavera y verano.
Se relaciona con el papiro ( Cyperus papyrus ), también en la familia Cyperaceae.

## Distribución
Cyperus gracilis se encuentra en el estado de Victoria, al norte de Nueva Gales del Sur y Queensland, en el este de Australia. Su hábitat puede variar desde áreas de alta precipitación cerca de la costa a las zonas más secas en los bosques, como  Lightning Ridge.

## Taxonomía
Cyperus gracilis fue descrita por Robert Brown   y publicado en Prodromus Florae Novae Hollandiae 213. 1810.
Etimología
Ver: Cyperus
gracilis: epíteto latino que significa "esbelta".
Sinonimia
- Cyperus gracilis f. viviparus Domin
- Eucyperus gracilis (R.Br.) Rikli[4][5]